# Hünnebeck GmbH
Die Hünnebeck GmbH ist ein global agierender Hersteller von Betonschalungen, Gerüstsystemen und Sicherheitstechnik. Das Unternehmen ist Teil des US-amerikanischen Unternehmensverbundes BrandSafway, der weltweit durch 360 Niederlassungen vertreten wird und 40.000 Mitarbeiter beschäftigt. Der Unternehmenssitz ist im nordrhein-westfälischen Ratingen.

## Geschichte
Das Unternehmen wurde 1929 von Emil Mauritz Hünnebeck in Essen als Rautennetz GmbH gegründet und beschäftigte sich zu dieser Zeit mit dem Entwurf und der Konstruktion der von ihrem Gründer entwickelten Rautennetzbauweise. 1959 folgte die Markteinführung des weltweit ersten Rahmengerüstes, 1971 der ersten Raumschalung. In der Spitze wurden 3.000 Mitarbeiter beschäftigt.
Heute ist die Hünnebeck GmbH ein Teil von BrandSafway, einem Anbieter von Industrieservices, Gerüstdienstleistungen und Schalungstechnik mit rund 5 Mrd. US$ Umsatz.

## Produkte
Basis von Hünnebeck ist seit der Gründung 1929 die Entwicklung von Systemen, die für mehr Sicherheit und Wirtschaftlichkeit auf der Baustelle sorgen sollen. Dazu zählen in erster Linie:
- Systemschalungen für Wand und Decke
- Kletterschalungen
- Unterstützungslösungen und Zugangssysteme
- Schutzsysteme zur Absturzsicherung
- Gerüstsysteme
- Schalungszubehör

Hinzu kommen verschiedene Dienstleistungen:
- Anmietung der Systeme
- Schalungsreinigung und -reparatur
- Schalungs- und Gerüstplanung
- Projektentwicklung über alle Phasen des Bauablaufs
- Baustellenmonitoring und -controlling
- Organisation des Transports von Mietgeräten
- Sicherstellung der Umweltauflagen
- Einweisung in die Systeme durch einen Schalmeister
- Seminarservice
- Digitale Services wie BIM-Anwendungen, Online-Kundenportal und andere

## Konzernstruktur
Die Hünnebeck GmbH vertreibt ihre Produkte und Dienstleistungen durch eigene Landesgesellschaften und über Händler in Europa sowie global über Schwestergesellschaften.
Sie ist ihrerseits eine Tochtergesellschaft der Unternehmensgruppe BrandSafway, zu dieser gehören unter anderem auch SGB und Aluma Systems.

## Mitgliedschaften
Seit vielen Jahren ist Hünnebeck aktives Mitglied in verschiedenen Fach-Vereinen. Aktuell gibt es Mitgliedschaften in ca. 18 internationalen Vereinen. Zu den wichtigsten und bekanntesten in Deutschland zählen unter anderem:
- Güteschutzverband Betonschalungen Europa e.V. (GSV)
- Deutsche Gesellschaft für Nachhaltiges Bauen e.V. (DGNB)